# Fort Chécagou

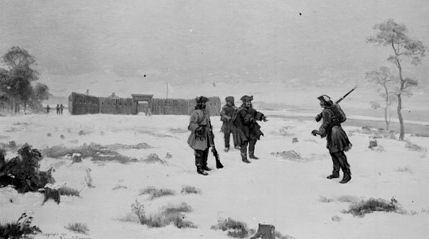
Fort Chécagou en 1720.

Le fort Chécagou, parfois appelé « fort Chicago » , était un fort des XVIIe et XVIIIe siècles situé à l'extrémité nord-est de ce qui est aujourd'hui l'État de l'Illinois (sur l'emplacement actuel de la ville de Chicago), en bordure du lac Michigan. Il existe deux mentions de ce fort, qui apparut sur plusieurs cartes de l'époque : le fort fut construit en 1685, et Henri de Tonti envoya Pierre-Charles de Liette comme commandant du fort jusqu'en 1702. D'autres sources cherchent à discréditer le fait que le fort ait existé.

## Histoire
L'histoire de Chicago remonte au XVIIIe siècle, quand la ville n'était alors qu'un petit village d'Amérindiens de la côte sud-ouest du lac Michigan. Cette localité a été initialement peuplée par les peuples algonquiens. Les tribus importantes qui vivaient dans ces régions étaient les Mascoutins et les Miamis. Les missionnaires français sont les premiers Européens à venir dans cette région. La colonie des populations algonquiennes servait de points d'arrêt sur les routes commerciales par les commerçants de fourrures français et les trappeurs. Le mot « Chicago » a été probablement inventé depuis le mot « shikaakwa », qui signifie poireau sauvage ou skunk. Une autre possibilité est que le nom vienne du chef amérindien Chicagou. 
La Mission de l'ange gardien (« Mission of Guardian Angel ») a été construite en 1683 par les Français, pour convertir les Amérindiens. En 1685, les Français construisirent le fort Chécagou. En 1692, Henri de Tonti envoya Pierre-Charles de Liette comme commandant du fort jusqu'en 1702. Le fort fut abandonné par les Français dans les années 1720, pendant les guerres des Renards (les Mesquakies étaient appelés « les Renards » par les Français). 
Dans le début des années 1700, les Potawatomis ont repris cette région aux Mascoutins et aux Miamis. Le premier étranger qui s'installa à Chicago fut Jean Baptiste Pointe du Sable, qui était un Haïtien d'origine africaine et française. Dans les années 1770, il s'installe sur les rives de la rivière Chicago et y établit un petit comptoir de vente de fourrure. C'est à cette période qu'il rencontre une femme issue de la tribu des Potawatomis avec laquelle il se marie.

### Forts de la région de Chicago auXVIIesiècle
À l'époque, un certain nombre de forts étaient bâtis temporairement, les comptoirs fortifiés ont été construits dans la région de Chicago dans la fin du XVIIe siècle. L'emplacement exact et le nombre de ces postes de traite sont incertains, et, s'ils étaient parfois appelé « fort », il n'y a pas de preuve concrète d'une fortification militaire française permanente dans la région de Chicago au cours de cette période.
Dans une lettre écrite par l'explorateur René-Robert Cavelier de La Salle en date du 4 juin 1683, il note que deux de ses hommes avaient construit une palissade temporaire sur le portage de Chicago à l'hiver 1682. Toutefois, cette structure n'était rien de plus qu'une cabane en rondins et n'a jamais été une garnison.
La plus ancienne mention d'un fort à Chicago, peut-être situé à l'embouchure de la rivière Chicago, figure dans un mémoire écrit par Henri de Tonti, en 1693, dans lequel il raconte un voyage à Mackinac au fort Saint-Louis qu'il a fait durant l'hiver de 1685-1686 :

« Je me suis donc lancé en 1685 pour l'Illinois, le jour de la St. Andrew's, mais arrêté par la glace, je fus obligé de quitter mon canot et de continuer par la voie terrestre. Après avoir fait environ 120 kilomètres, je suis arrivé au fort Chicago, qui était occupé par M. de la Durantaye, et de là je suis arrivé à fort St. Louis, au milieu du mois de janvier 1686. »

Toutefois, un compte du même voyage écrit par Tonty à l'été 1686 ne fait aucune mention du fort, et peut être interprété de manière à suggérer que le fort de sa visite a été effectivement à l'embouchure de la rivière Saint-Joseph sur le côté est du lac Michigan. Une preuve supplémentaire est que le fort Durantaye n'était pas situé à côté de la rivière Chicago d'après certaines revues d'Henri Joutel. En octobre 1687 Joutel, et un groupe d'hommes de LaSalle ont quitté Fort Saint-Louis à destination du Canada, cependant, quand ils arrivèrent au bord du lac Michigan, le mauvais temps les a empêchés d'aller plus loin. Après avoir attendu pendant huit jours au bord du lac à l'embouchure de la rivière Chicago, ils ont renoncé et sont revenus au fort Saint-Louis. Joutel décrit leur séjour à Chicago, mais ne fait aucune mention d'un fort.

### Le mythe du fort français de Chicago
Le mythe d'un fort français à l'embouchure de la rivière Chicago a émergé après la publication d'une carte du lac Michigan par Louis Hennepin en 1697. Sa carte indiquait « fort Miami » à proximité de l'embouchure de la rivière Saint-Joseph. Cependant, il a montré la rivière comme émergeant de l'extrémité sud du lac. Le plan de Hennepin a été largement copié, mais les cartographes, sachant qu'il n'y avait pas de rivière à l'extrémité sud du lac Michigan ont supposé à tort qu'Hennepin avait pour but de montrer la rivière Chicago, et donc le fait qu'il y avait eu un fort français à l'embouchure de la rivière Chicago est devenu largement accepté.